# Kotorosl
Die Kotorosl (russisch Которосль) ist ein Fluss im europäischen Teil Russlands und ein rechter Nebenfluss der Wolga.

## Allgemeine Beschreibung
Der 126 km lange und bei normalem Wasserstand bis zu etwa 60 Meter breite Fluss durchfließt die Oblast Jaroslawl und mündet in die Wolga im Zentrum der Großstadt Jaroslawl, die laut der Stadtgründungslegende genau an der Kotorosl-Mündung entstand. Der Ursprung befindet sich nahe der Stadt Rostow, wo die Kotorosl durch den Zusammenfluss ihrer Quellflüsse Ustje und Wjoksa (letzterer ist ein Abfluss des Nerosees) gebildet wird. Bei einem Hochwasser, das gewöhnlich im April oder Mai vorkommt, kann die Flussbreite an manchen Stellen bis zu einem Kilometer erreichen.
An einem Großteil ihres Verlaufs, so auch innerhalb Jaroslawls vor der Mündung, ist die Kotorosl sehr reich an Schlingen, lediglich abwärts der Stadt Gawrilow-Jam fließt sie stellenweise durch ein gerades Tal. Selbst im Stadtgebiet von Jaroslawl sind die Ufer der Kotorosl – abgesehen von einem Teilstück des linken Ufers in Höhe des historischen Stadtkerns, wo es auch eine Uferpromenade gibt – nicht zugebaut und vergleichsweise naturbelassen.
Die Kotorosl ist nicht schiffbar, wird jedoch in den Sommermonaten vielfach von privaten Kleinbooten befahren. Die Landschaften an ihren Ufern gelten als attraktiv und sind ein beliebtes Naherholungsgebiet mit Datschen und Sanatorien.

## Etymologie
Das Hydronym Kotorosl, vor dem 20. Jahrhundert alternativ auch als Kotorost bekannt, könnte der finno-ugrischen Sprache der Merja entstammen, jenes Volkes, das große Teile des heutigen Zentralrusslands im ersten Jahrtausend n. Chr. besiedelte: Einige Forscher vermuten, dass Kotorosl vom Merja-Wort für „schlingenreicher Fluss“ abgeleitet wurde. Die andere gängige Version behauptet einen rein russischen Ursprung des Hydronyms: Kotorost von kotoratsja, einem veralteten Verb für „zanken“ oder „streiten“. Demnach „streiten“ die beiden Flüsschen Ustje und Wjoksa, aus denen die Kotorosl hervorgeht, welches der beiden nun die richtige Kotorosl und welches lediglich ein Nebenfluss ist.